# Andrey Rychenkov
Andrey Sergeevich Rychenkov (tiếng Nga: Андрей Серге́евич Рыченков; sinh ngày 24 tháng 8 năm 1993) là một cầu thủ bóng đá người Nga. Anh thi đấu cho SFC CRFSO Smolensk.